# Sherlock Humburg
Sherlock Humburg (originele Engelstalige naam; Sherlock Hemlock) is een Muppet-pop die voorkomt in het kinderprogramma Sesamstraat. 
Het personage is een parodie op Sherlock Holmes. Humburg is dan ook detective van beroep en hij gaat gekleed in de bekende Holmes-kledij: een jachtpet en een mantel, veelal in combinatie met een vergrootglas. Hij heeft een groene huidskleur, een ronde, roze neus en een rossige snor. Hij is bijzonder trots op zijn speurwerk, al komt hij zelden tot een juiste conclusie zonder hulp van anderen, bijvoorbeeld zijn trouwe hond Watson.
Sherlock Humburg kwam voor het eerst voor in 1970 en was tot in de jaren tachtig geregeld in nieuw materiaal te zien. Daarna werd zijn rol langzaamaan kleiner tot hij halverwege de jaren negentig volledig naar de achtergrond was verdwenen, zodat er plaats was voor nieuwe personages. In Nederland is hij echter nog regelmatig te zien aangezien oudere clips vaak onderdeel uitmaken van nieuwe Sesamstraat-afleveringen.
In Nederland wordt hij ook wel eens Pieter Speurneus genoemd. 

## Acteurs
Sherlock Humburg werd gespeeld door poppenspeler Jerry Nelson, die zijn acteerwerk baseerde op Basil Rathbones optreden als Holmes in The Adventures of Sherlock Holmes en de vervolgen op deze film. De Nederlandstalige nasynchronisatie werd verzorgd door Hein Boele, al sprak Paul Haenen bij gelegenheid ook zijn stem in.